# Japanski car
Japanski car glava je carske obitelji i tradicionalni je državni poglavar Japana. Prema Ustavu Japana od 3. svibnja 1947., Japan je ustavna monarhija s parlamentarnim sustavom vlasti, a car je definiran kao "simbol države i nacionalnog jedinstva". Uloga cara svodi se uglavnom na reprezentativne i protokolarne dužnosti. Vlast mu je strogo ograničena Ustavom te on, između ostalog, postavlja premijera, kojega prije toga izabere Zastupnički dom, postavlja predsjednika Vrhovnoga suda, kojega prije toga imenuje Vlada, proglašuje zakone koje donosi parlament, saziva parlament (Kokkai), dodjeljuje odlikovanja. Tennō (jap. 天皇, てんのう) je naslov japanskoga cara. Ideogram doslovno u prijevodu na hrvatski znači "nebeski vladar". Opisuje njegovo božansko podrijetlo. Glavno prijestolje na kojem sjedi japanski car zove se Krizantemino prijestolje.
Naruhito je sadašnji i 126. car Japana prema tradicionalnom redoslijedu. Japanska vlada službeno je najavila kako će car Akihito abdicirati 30. travnja 2019. Njegov sin prijestolonasljednik Hiro (poslije Naruhito, 皇太子徳仁親王, こうたいし なるひとしんのう) oženio je Masako Owadu (小和田雅子), koja je postala krunska carevna Japana Masako (皇太子徳仁親王妃雅子, kōtaishi Naruhito shinnōhi Masako). Par je dobio djevojčicu, Aiko, carevnu Toshi (敬宮愛子内親王, Toshi-no-miya Aiko Naishinnō).
U nazivlju na Zapadu nekad je naziv mikado (帝, 御門, みかど) bio uobičajen. Značio je "časna vrata" (velika ulazna vrata, kao vrata carske palače, čime naziv označava osobu koja živi u i vlasnik je palače). Danas ga se smatra neprikladnim i zastarjelim. Namjerno se izbjegava riječ mikado usprkos širokoj uporabi u literaturi, jer navodi čitatelja na krive zaključke. Riječ mikad znači ne samo suverena, nego i kuću, dvor, pa čak i državu. Uporaba te riječi u povijesnim spisima uzrokom je poteškoća u razumijevanju istih. Zbog toga pravi Japanac nikad ne služi se riječju mikado, ni u govoru ni u pisanju. Iz službenih dokumenata ta je riječ izbačena i bilo bi dobro da ju se izbaci i iz ostale literature.
Od sredine 19. stoljeća, Carska palača zove se Kyūjō (宮城), kasnije Kōkyo (皇居), a nalazi se na nekadašnjem mjestu dvorca Edo u središtu Tokija (sadašnji glavni grad Japana). Ranije, carevi su živjeli u Kyotu (drevni glavni grad) gotovo jedanaest stoljeća. Carev rođendan (23. prosinca) nacionalni je praznik. Kao zanimljivost, zapovijed japanskog cara u svezi je s kusastim repom japanske kratkorepe mačke.

## Poveznice
- Popis japanskih careva
- Carska palača u Tokiju
- Japanska carska obitelj